# National Railways of Zimbabwe
National Railways of Zimbabwe (NRZ, en español: Ferrocarriles Nacionales de Zimbabue) es la empresa estatal de ferrocarriles de Zimbabue. El sistema de ferrocarriles en Zimbabue fue construido principalmente durante el periodo colonial, y parte de él representa un segmento del Ferrocarril de Ciudad del Cabo a El Cairo. Antes de 1980 era llamado Rhodesian Railways (RR).

## Servicios

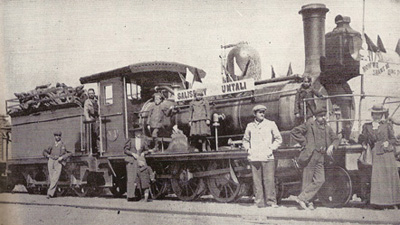
Apertura de la vía ferroviaria a Umtali en 1899

NRZ opera cerca de 3000 kilómetros de vías con trocha de 1067 metros, y que entregan servicios de transporte de pasajeros y carga. NRZ es parte importante del servicio ferroviario del sur de África debido a sus conexiones con los países vecinos; por el norte, en las Cataratas Victoria el sistema enlaza con Zambia Railways, cruzando el Puente de las Cataratas Victoria. Hacia el Océano Índico, el sistema conecta con la Beira Railroad Corporation en Mozambique. Una segunda línea hacia Mozambique llega a Maputo. Al oeste, una línea conecta con Botswana Railways y llega a Sudáfrica, llegando a Durban y Ciudad del Cabo. Una línea directa a Sudáfrica es provista desde Bulawayo a través de Beitbridge Bulawayo Railway.

## Electrificación
La sección de Gweru a Harare (313 km) está electrificada con 25 kV de corriente alterna.

## Líneas principales y estaciones
- Cataratas Victoria - Bulawayo
  - Cataratas Victoria, enlace con Zambia Railways
  - Thompson Junction
  - Hwange
  - Dete
  - Bulawayo

- Bulawayo - Harare
  - Bulawayo
  - Somabhula
    - Mbizi
      - Chiredzi

    - Malvemia, enlace a Maputo, Mozambique

  - Gweru
    - Masvingo

  - Kwekwe
  - Kadoma
  - Chegutu
  - Harare

- Bulawayo - Francistown
  - Marula
  - Plumtree, límite con Botsuana
  - Francistown, Botsuana, conecta con Mafeking, Sudáfrica

- Harare - Shamva/Kildonan/Zawi
  - Harare
    - Shamva

  - Maryland
    - Kildonan

  - Zawi

- Harare - Mutare
  - Marondera
  - Macheke
  - Rusape
  - Nyazura
  - Mutare, enlace con Beira Railroad Corporation

## BBR
La empresa privada Beitbridge Bulawayo Railway (BBR) provee un enlace ferroviario directo a Sudáfrica. Esta línea fue abierta en 1999 y pasará a formar parte de NRZ después de 30 años.

## Museo
Existe un museo ferroviario en Bulawayo. Una de sus exposiciones corresponde a una locomotora Diesel perteneciente a la desaparecida Rhodesian Railways.

## Accidentes
- El 27 de agosto de 2006, más de 60 personas murieron en una colisión por alcance entre un tren de pasajeros y un tren de carga a 30 kilómetros al sur de las Cataratas Victoria.[1]
- El 3 de junio de 2006 ocurrió una colisión en Ngungumbane, en la cual fallecieron cinco personas.
- El 1 de febrero de 2003, cuarenta personas murieron en una colisión ocurrida en Dete.